# Kaikhosru Shapurji Sorabji
Kaikhosru Shapurji Sorabji, nato Leon Dudley Sorabji (Chingford, 14 agosto 1892 – Winfrith Newburgh, 15 ottobre 1988), è stato un compositore e pianista britannico, di origine Parsi.
Una delle sue opere più famose, l'Opus Clavicembalisticum, è considerato uno dei pezzi più difficili mai scritti per pianoforte per virtuosismo trascendentale e durata (a seconda dell'esecuzione può variare da oltre tre fino a cinque ore). Il suo lavoro mastodontico (oltre 11.000 pagine di spartiti e 100 ore di musica) ne fa uno dei compositori più prolifici del XX secolo.

## Biografia

### Infanzia e giovinezza (1892-1936)
Sorabji nacque a Chingford (all'epoca toponimo situato nell'Essex, attualmente distretto di Londra) il 14 agosto 1892 figlio di Shapurji Sorabji, un ingegnere civile parsi nativo di Mumbai, e di Madeline Matilda Worthy, una benestante borghese britannica. Ha trascorso la maggior parte della sua vita in Inghilterra. Fin dalla sua adolescenza ha sviluppato un appetito insaziabile per gli ultimi sviluppi della musica contemporanea europea e russa, e ha fatto di tutto per ottenere gli spartiti degli ultimi lavori di compositori come Mahler, Debussy, Schönberg, Skrjabin, Rachmaninov e altri in un momento e in un paese in cui quasi tutta la musica classica era in gran parte sconosciuta o poco conosciuta. Di singolare natura e molto curioso, Sorabji ha imparato molto di più di quello che gli poteva offrire la cultura inglese della Belle Époque e i suoi studi e approfondimenti, sia generali che musicali, sono stati in gran parte privati.
Da giovane si convertì attraverso il rito Parsi alla religione Zoroastriana, per rispettare le origini di suo padre. Col rito cambiò anche nome, diventando così Kaikhosru Shapurji Sorabji. Qui di seguito viene riportato il commento di Sorabji circa questa conversione religiosa:
«Ho anche affermato che il mio nome, il mio vero nome, che è quello con cui sono noto, non è il mio vero nome. Ora ho ottenuto il mio vero nome con una cerimonia, come il battesimo, o come in occasione di una accoglienza formale in una determinata fede religiosa. Nell'antica comunità parsi zoroastriana alla quale, da parte di mio padre, ho l'onore di appartenere, questa cerimonia è normalmente effettuata, come in altre fedi, durante l'infanzia, o in occasione di circostanze particolari, come nel mio caso, in età più avanzata, quando oggi ho assunto il mio nome come viene attestato in questo documento giuridico " accolto nella comunità Parsi e secondo l'usanza e tradizione, è ora e sarà d'ora in poi noto come... "e qui segue il mio nome come è ora».

### Il periodo dell'autoisolamento (1936-1976)
Per un compositore così prolifico è stato insolitamente lento a sviluppare la sua voracità ad assorbire tutte le più recenti tendenze musicali e iniziò solo nel 1920 a comporre, quando ebbe acquisito la piena padronanza delle nuove forme musicali contemporanee. Un caro amico e confidente del compositore inglese, Philip Heseltine, nel 1913, ha scritto a Sorabji che stava considerando di proporgli una carriera come critico musicale. Tempo prima Sorabji aveva iniziato a comporre, tuttavia, solo più tardi le porte della sua immaginazione scoppiarono in un enorme fiume straripante di creatività musicale che si arrestò solo dopo ben 70 anni, nel 1988.
Una persona molto riservata che detestava partecipare a incontri pubblici di qualsiasi tipo, egli ha eseguito alcune delle sue opere proprio per pianoforte in rare occasioni e con notevole successo, la maggior parte, in particolare nel 1930 nella storica Società per la Divulgazione della Musica Contemporanea di Erik Chisholm a Glasgow. L'Ultima apparizione di Sorabji sul palcoscenico (1936) può aver coinciso con la decisione di ritirare il suo mastodontico lavoro dalle sale da concerto e di vietare spettacoli pubblici senza il suo consenso esplicito, un'insolita e tantomeno aspettata mossa che lo ha portato ad un totale silenzio per quasi 40 anni, dichiarando che egli considerava inadeguate le performance dei suoi lavori. Mentre in realtà non ha mai imposto un inequivocabile "divieto" sulle prestazioni pubbliche delle sue opere, ma in questo modo, nessuno ha mai ascoltato un solo brano di Sorabji in 40 anni. In vista della colossale difficoltà dello svolgimento di gran parte della sua musica, non è stato inaspettato che questa deplorevole situazione continuerà quasi incontrastata per così tanto tempo.
Negli anni successivi, Sorabji ha lavorato come critico per The New Age e The New English Weekly fino al suo pensionamento nel 1945, ha inoltre continuato a comporre musica riccamente espressiva e straordinariamente elaborata a un ritmo furioso, in gran parte per il pianoforte, senza preoccuparsi che i suoi lavori raggiungessero le orecchie del grande pubblico. Questo totale autoesilio dal mondo comportò molti problemi, soprattutto per l'inaffidabilità delle informazioni su di lui. Come risultato, alcuni di coloro che ricordavano di averlo conosciuto, ma che sapevano poco o nulla di quello che stava facendo, crearono sulla sua persona una figura mitica o leggendaria, forse morta da tempo.
Egli ha vissuto in silenzio e con modestia a Londra e in seguito si trasferì a South Dorset nel suo autoisolamento dal mondo, indisturbato dal pubblico e dai critici musicali. Egli ha avuto la fortuna di un piccolo reddito privato che gli ha consentito questa esistenza e a procedere con il suo lavoro disinibito e indisturbato.
Nel 1976 i pionieristici sforzi del pianista sudafricano Yonty Solomon impressero una svolta nella fortuna di Sorabji, quando, in una mastodontica serie di concerti londinesi, presentò diverse sue opere per pianoforte in prima esecuzione assoluta: da allora fino ai nostri giorni l'opera di Sorabji ha incontrato sempre crescente interesse.
Interesse che si è diffuso anche in àmbito internazionale, portando diversi artisti a presentare esecuzioni autorizzate, diffuse anche tramite radiotrasmissioni e incisioni, sfatando alla fine il tenace mito dell'ineseguibilità della musica di Sorabji. Quando ne esistevano le precondizioni, e cioè in presenza di esecutori in grado di rendere giustizia alle sue partiture, lo stesso Sorabji ha non solo consentito, ma anche incoraggiato queste esecuzioni. Gli intenditori del grande repertorio pianistico non prevedono che tali summae di spaventose difficoltà possano mai entrare nel repertorio stabile, ma dato che questa musica rappresenta una sfida senza pari per gli esecutori, anche il pubblico tende ad esserne emotivamente e intellettualmente affascinato.
Negli anni ottanta vi è stata, tra le altre prestazioni, una sorprendentemente accurata e incredibile première assoluta della Prima Sinfonia per Organo 1924 e una straordinaria esecuzione integrale lunga oltre 4 ore del suo lavoro per pianoforte, l'Opus clavicembalisticum (1929–30), che è stata la punta di diamante della carriera di John Ogdon. Ulteriori importanti prime hanno poi seguito i successi delle precedenti.

### Morte e riscoperta delle opere
Dopo che Sorabji morì a 96 anni d'età il 15 ottobre 1988, una serie di registrazioni su CD hanno iniziato a comparire, tra cui le due opere menzionate precedentemente. L'Archivio Sorabji ha incoraggiato grandi esecutori e studiosi a creare nuove edizioni delle opere del compositore dai suoi manoscritti. Artisti internazionali famosi che hanno suonato, registrato e trasmesso la musica di Sorabji includono i pianisti Yonty Solomon, John Ogdon, Marc-André Hamelin, Eric Xi Xin Liang, Michael Habermann, Donna Amato, Ronald Stevenson, Geoffrey Douglas Madge, Carlo Grante, Charles Hopkins e Jonathan Powell, l'organista Kevin Bowyer e i soprani Jane Manning, Jo Ann Pickens e Sarah Leonard.
Il suo centenario è stato segnato non solo dalle esecuzioni e dalle trasmissioni delle sue opere, ma anche dalla pubblicazione da parte della Scolar Press del libro Sorabji: A Critical Celebration, un simposio di svariati autori a cura del Prof. Paul Rapoport. Questo primo scritto su Sorabji è stato ristampato nel 1994. Uno dei suoi collaboratori, il Prof. Marc-André Roberge, ha pubblicato nel 2013 una biografia definitiva su Sorabji.
Nella sua attività di critico è stato liberamente collegato al Magazine The New Age di Alfred Richard Orage. Le sue critiche pubblicate erano un concentrato di amarezza ma assai divertenti, soprattutto nel visualizzare l'estrema diffidenza dei gusti del pubblico inglese. Tra le sue pubblicazioni migliori vi sono saggi su Busoni, Reger, Szymanowski e Bernard van Dieren. Studi sull'Induismo Tantrico lo hanno portato a scrivere un saggio sulla concezione metafisica nella musica e alla sua Sinfonia Tantrica.

## Stile
Le sue opere sono state influenzate da Alkan, Busoni (a cui è dedicata la sua seconda Sonata per pianoforte), Godowsky, Reger, Szymanowski, Scriabin e Delius. Egli è stato amico di Philip Heseltine (pseudonimo: Peter Warlock) e divenne un giornalista e divulgatore musicale in parte a causa della loro amicizia.
Il suo lavoro Opus clavicembalisticum (1929–30) per pianoforte solista dura circa 4-5 ore e si compone di tre sezioni, ognuna divisa in diversi movimenti, e ognuno più ampio di quello precedente. È stato una volta inserito erroneamente nel Guinness dei primati come il pezzo più lungo per pianoforte mai scritto. Tuttavia le sue Variazioni sinfoniche, in tre volumi, potrebbero richiedere un tempo d'esecuzione di circa 8 ore (come il lavoro di Frederic Rzewski, The Road), e occupa 484 pagine. Diverse altre opere di Sorabji durano di più dell'Opus Clavicembalisticum. Mentre le Variazioni sinfoniche sono il più lungo lavoro per pianoforte, la sua quinta Sonata per pianoforte Opus archimagicum, così come la Sequentia cyclica super Dies irae ex Missa pro defunctis (Sequenza ciclica sul Dies Irae tratto dalla Messa per i morti), e il set completo dei suoi 100 Studi d'esecuzione trascendentale, hanno tutte una durata sostanzialmente maggiore rispetto all'Opus clavicembalisticum già citato.
Caratteristico della sua musica è l'uso, ispirato da Busoni, di forme barocche - il preludio corale, la passacaglia, e la fuga - con armonie, melodie, e approcci che non appartengono allo stile Neoclassico, ma per lo più a quello impressionista e seriale. Sorabji è solito non scrivere il tempo nelle sue composizioni, il cosiddetto metro libero, molto usato nella musica dodecafonica e contemporanea. Lo stile di Sorabji è molto simile per certi versi a quello di Prokofiev nei ritmi frenetici, negli ostinati e nelle linee melodiche.
Il gruppo di musicisti che hanno affrontato Sorabji e le sue opere estremamente difficili (quasi ai limiti del possibile) comprende: Michael Habermann, Soheil Nasseri, Donna Amato, John Ogdon, Geoffrey Douglas Madge, Jonathan Powell, Yonty Solomon, Ronald Stevenson, Reinier van Houdt, Tellef Johnson, Fredrik Ullén, Kevin Bowyer, Carlo Grante, Daan Vandewalle, Marc-André Hamelin, Eric Xi Xin Lang e Kyle Hannenberg(noto per la sua registrazione, indubbiamente la migliore, della cadenza della sonata 5, Opus archimagicum).

## Libri
- Kaikhosru Shapurji Sorabji, Around Music, ristampa 1979 da Hyperion Press. ISBN 0-88355-764-9. Disponibile presso l'Archivio Sorabji.
- Kaikhosru Shapurji Sorabji, Mi contra fa: The Immoralisings of a Machiavellian Musician, ristampa 1986 da Da Capo Press, ISBN 0-306-76275-7. Disponibile presso l'Archivio Sorabji.
- Paul Rapoport ha pubblicato, Sorabji: A Critical Celebration, Aldershot: Scolar Press, 1992, ISBN 0-85967-923-3. Questo libro, il primo ad essere dedicato alla vita e alla musica del compositore, chiarisce alcuni punti oscuri della biografia, contiene un elenco completo delle opere, più di quanto fosse disponibile, e comprende anche diverse interviste al compositore e l'analisi dei suoi brani.
- Marc-André Roberge, Opus sorabjianum: The Life and Works of Kaikhosru Shapurji Sorabji, 2013.

## Curiosità
- Molti dettagli della sua vita sono stati per lungo tempo difficili da reperire, poiché Sorabji è stato straordinariamente schivo circa la sua vita privata. Rifiutava quasi sempre richieste di interviste o di informazioni, spesso con messaggi lapidari e avvertenze di non avvicinarsi a lui di nuovo. Questo ha portato a numerosi malintesi, ad esempio, che ha vissuto in un castello, probabilmente perché il villaggio in cui visse si chiamava 'Corfe Castle'.
- Sorabji negava anche il permesso a vari musicisti di suonare pubblicamente le sue composizioni. Dal momento che aveva una certa agiatezza, non sentiva alcun bisogno di avere rapporti con il pubblico, i critici e i musicisti interessati a eseguire le sue opere.
- La sua casa, che chiamava "The Eye" (L'occhio), aveva un cartello sulla porta: "I visitatori sono indesiderati."